# Väinö Kunnas

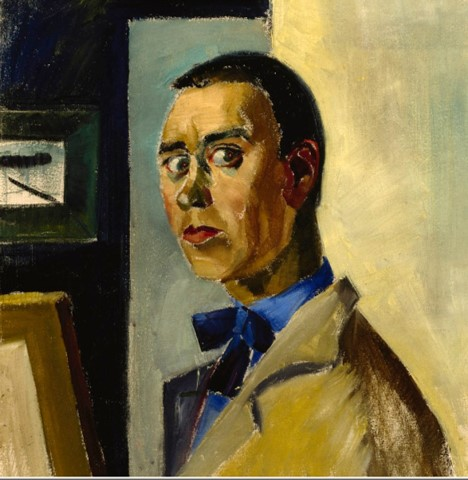
Autorretrato

Wäinö (Väinö) Ilmari Kunnas (Viipuri, 12 de abril de 1896-Helsinki, 10 de febrero de 1929) fue un pintor finlandés.

## Biografía
Estudió diseño con los estacas  y de 1920 a 1921 en la Academia de Bellas Artes de Helsinki. 
Trabajó mucho en San Petersburgo.